# Dębówka (Brynica Sucha)
Dębówka – kolonia wsi Brynica Sucha w Polsce położona w województwie świętokrzyskim, w powiecie jędrzejowskim, w gminie Jędrzejów.
W latach 1975–1998 kolonia administracyjnie należała do województwa kieleckiego.